# Diocèse de Lolo
Le diocèse de Lolo (en latin Dioecesis Loloënsis) est un diocèse catholique de République démocratique du Congo suffragant de l'archidiocèse de Mbandaka-Bikoro.

## Histoire
La préfecture apostolique de Lolo est créée le 22 février 1937 par la bulle Quo facilius du pape Pie XI, à partir de l'actuel diocèse de Buta.
Le 2 juillet 1962, la préfecture apostolique est élevée comme diocèse par la bulle Ut singula du pape Jean XXIII. Il devient alors suffragant de l'archidiocèse de Coquilhatville, devenu plus tard archidiocèse de Mbandaka-Bikoro.

## Chronologie des ordinaires

### Préfets apostoliques
- Jacques Jacobs, O.Praem. (1937 - 1948)
- Joseph Ignace Waterschoot, O.Praem. (21 novembre 1949 - 2 juillet 1962), promu évêque

### Évêques
- Joseph Ignace Waterschoot, O.Praem. (2 juillet 1962 - 28 août 1987)
- Ferdinand Maemba Liwoke (28 août 1987 - 29 janvier 2015)
- Jean-Bertin Nadonye Ndongo, O.F.M.Cap. (depuis le 29 janvier 2015)

## Statistiques
| année | baptisés | population totale | pourcentage | prêtres (total) | prêtres séculiers | prêtres réguliers | catholiques par prêtre | diacres | religieux | religieuses | paroisses |
| ----- | -------- | ----------------- | ----------- | --------------- | ----------------- | ----------------- | ---------------------- | ------- | --------- | ----------- | --------- |
| 1950  | 16 727   | 45 000            | 37,2        | 16              |                   | 16                | 1.045                  |         |           | 12          | 5         |
| 1970  | 36 000   | 80 000            | 45,0        | 17              | 2                 | 15                | 2.117                  |         | 22        | 19          | 12        |
| 1980  | 44 250   | 90 000            | 49,2        | 13              | 5                 | 8                 | 3.403                  |         | 11        | 23          | 9         |
| 1990  | 57 591   | 110 000           | 52,4        | 20              | 18                | 2                 | 2.879                  |         | 3         | 18          | 8         |
| 1999  | 75 913   | 150 000           | 50,6        | 14              | 14                |                   | 5.422                  |         |           | 4           | 9         |
| 2000  | 75 000   | 150 000           | 50,0        | 15              | 15                |                   | 5.000                  |         |           | 4           | 9         |
| 2001  | 77 000   | 150 000           | 51,3        | 15              | 15                |                   | 5.133                  |         |           | 6           | 9         |
| 2002  | 78 239   | 154 000           | 50,8        | 13              | 13                |                   | 6.018                  |         |           | 7           | 9         |
| 2003  | 78 250   | 155 000           | 50,5        | 17              | 17                |                   | 4.602                  |         |           | 7           | 9         |
| 2004  | 79 239   | 157 000           | 50,5        | 14              | 14                |                   | 5.659                  |         |           | 3           | 9         |
| 2013  | 125 000  | 212 000           | 59,0        | 20              | 18                | 2                 | 6.250                  |         | 3         | 24          | 9         |
| 2016  | 190 540  | 229 244           | 83,1        | 19              | 17                | 2                 | 10.028                 |         | 2         | 28          | 10        |
| 2019  | 209 430  | 251 960           | 83,1        | 19              | 17                | 2                 | 11.022                 |         | 2         | 29          | 10        |
| 2021  | 223 000  | 268 300           | 83,1        | 30              | 27                | 3                 | 7.433                  |         | 3         | 22          | 10        |